# Les Forques (Vilafant)
Les Forques és una entitat de població al municipi de Vilafant, a l'Alt Empordà. Aquesta urbanització es va iniciar l'any 1962, al sud-est del municipi, vorejant el terme municipal de Figueres. Al cens de 2006 tenia 1.315 habitants.